# باشگاه فوتبال کوالالامپور سیتی
باشگاه فوتبال کوالالامپور سیتی یک باشگاه فوتبال است که در شهر کوالالامپور، مالزی قرار دارد. این باشگاه در سال ۱۹۷۴ تاسیس و هم اکنون در سوپر لیگ مالزی رقابت می کند. این باشگاه در ای‌اف‌سی کاپ ۲۰۲۲ به مقام نایب قهرمانی رسید.

## عملکرد در مسابقات AFC
- لیگ قهرمانان آسیا ۲

۲۰۲۲: نایب قهرمان